# Masahito Kakihara
Yoshito Kakihara ( Kakihara Yoshito?) (28 de marzo de 1967) es un luchador profesional retirado japonés, más conocido por su nombre artístico Masahito Kakihara. Es conocido por su trabajo en Union of Wrestling Forces International y New Japan Pro-Wrestling.

## Carrera
En 1989, Kakihara se presentó a las audiciones de UWF Newborn, siendo aceptado junto con Hirokazu Nagai y Yusuke Fuke. Yoshito adoptó el nombre modificado de Masahito Kakihara y tuvo algunas luchas para esta promoción, antes de que cerrase por desavenencias entre sus miembros. Cuando esto ocurrió, Nagai y él fueron contactados por la siguiente encarnación de la empresa, Union of Wrestling Forces International.

### Union of Wrestling Forces International (1991-1996)
Masahito debutó en UWF-i en 1991, luchando contra Kiyoshi Tamura. Aunque de complexión ligera, Kakihara demostró gran pericia en la lucha y fue considerado una de las futuras estrellas de la promoción, llegando a obtener victorias sobre nombres como Tamura, Gary Albright y Dan Severn. En 1995, con la alianza entre UWF-i y New Japan Pro-Wrestling, Kakihara fue de los pocos representantes de la UWF que resultó victorioso, derrotando a Kensuke Sasaki, Shinjiro Otani y Yuji Nagata. Poco después, cuando UWF-i empezó otra alianza con Wrestle Association R, Kakihara hizo equipo con el gran Nobuhiko Takada y el veterano Yuhi Sano para ganar el WAR World Six-Man Tag Team Championship. También tuvo una aparición en uno de los primeros eventos de BattlARTS, venciendo a Satoshi Yoneyama. En 1996, sin embargo, Union of Wrestling Forces International se desintegró.

### Kingdom (1997)
Tras la caída de UWF-i, varios de sus antiguos miembros, Kakihara entre ellos, formaron Kingdom, que continuó en actividad durante un año. Allí Masahito compitió en el One Night Million Yen Tournament, eliminando a Masao Orihara en la primera ronda, pero siendo eliminado por Kenichi Yamamoto en la segunda.

### All Japan Pro Wrestling (1998-2001)
En 1998, Kakihara y algunos de sus compañeros fueron contratados por All Japan Pro Wrestling. En este nuevo terreno, Masahito hizo equipo principalmente con sus conocidos de UWF, en este caso Yoshihiro Takayama y Gary Albright, formando el conocido como Triangle of Power. Cuando este grupo cayó, Kakihara pasó a ser miembro del grupo de Mitsuharu Misawa, Untouchable.
Cuando Misawa abandonó All Japan para fundar Pro Wrestling NOAH, Kakihara se fue con él, pero volvió a AJPW tras el primer evento debido a malas relaciones con Takao Omori, miembro de NOAH. Este retorno coincidió con la llegada de su antiguo compañero Mitsuya Nagai, con quien compitió en la Real World Tag League 2000. Aunque el dúo no tuvo mucho éxito en ella, acabaron ganando el vacante AJPW All Asia Tag Team Championship contra unos enviados de New Japan Pro-Wrestling, Shinya Makabe & Yuji Nagata. Este título sería dejado vacante al mes siguiente por una lesión de rodilla de Masahito. Éste ya no volvió a AJPW, sino que se desplazó a New Japan tan pronto como se recuperó.

### New Japan Pro-Wrestling (2001-2006)
Kakihara permaneció en New Japan Pro-Wrestling hasta mayo de 2006, cuando anunció su retiro debido a una lesión de espina dorsal, y tuvo su última lucha ante Koji Kanemoto.

### Retorno a New Japan Pro-Wrestling (2018)
Kakihara hizo su retorno el 4 de enero de 2018 en la Batalla Real anual en Wrestle Kingdom 12 para así ganar esta misma. Fue recibido muy bien por los fanáticos, pues llevaba luchando contra el cáncer desde hace ya cierto tiempo. Se dice que su victoria en la batalla real se debe a la repentina lesión de Yoshihiro Takayama (estos se viene conociendo desde los tiempos de la UWF-i) que lo dejó paralizado del cuello hacia abajo.

## En lucha
- Movimientos finales
  - Kaki Cutter[1][2] (Osoto otoshi) - 1998-2006
  - Inazuma Leg Lariat[1][2] (Jumping leg lariat) - 1998-2006
  - Cross armbar[3]
  - Sleeper hold[4]

- Movimientos de firma
  - Cross kneelock[4]
  - Guillotine choke[1]
  - Grounded headlock[1]
  - Hammer kick[3]
  - Heel hook[4]
  - Múltiples stiff roundhouse kicks al torso del oponente[3]
  - Palm strike[3]
  - Release German suplex[2]
  - Roundhouse kick a la cabeza del oponente
  - Shining wizard[2]
  - Triangle choke

## Campeonatos y logros
- All Japan Pro Wrestling
  - AJPW All Asia Tag Team Championship (1 vez) - con Mitsuya Nagai

- New Japan Pro-Wrestling
  - Best of the Super Juniors X (2003)
  - G1 Junior Six Man Tag Team Tournament (2001) - con Minoru Tanaka & Masayuki Naruse

- Wrestle Association R
  - WAR World Six-Man Tag Team Championship (1 vez) - con Nobuhiko Takada & Yuhi Sano

## Récord en artes marciales mixtas
| Resultado | Récord | Oponente     | Método             | Evento         | Fecha                 | Ronda | Tiempo | Localización   | Notas |
| --------- | ------ | ------------ | ------------------ | -------------- | --------------------- | ----- | ------ | -------------- | ----- |
| Victoria  | 1-0    | Rocky Romero | Sumisión (kneebar) | Jungle Fight 3 | 23 de octubre de 2004 | 1     | 0:20   | Manaus, Brasil |       |